# I Wonder (Departure)
«I Wonder (Departure)» es una canción de ABBA, lanzada en su álbum de 1977 ABBA: The Album. Era originalmente parte del mini- musical The Girl With the Golden Hair, que se realizaba al final de cada una de sus giras en sus conciertos de 1977.

## Sinopsis
La canción es acerca de si el narrador debe dejar atrás todo lo que sabe para perseguir algo más grande. Es comparable a la canción "Belle" de La Bella y la Bestia en este sentido. ABBA : Let The Music Speak sostiene que la canción es paralela a la propia historia de vida de Frida, en lo que se refiere a la "decisión trascendental que tuvo en sus primeros 20 años de dejar a su joven familia en la búsqueda de la fama cantando".

## Lanzamiento
Una grabación en vivo como lado B del sencillo "The Name of the Game", grabado durante la gira australiana.

## Composición
La voz principal de la canción es Frida. El Chicago Tribune señala que Frida tartamudea en la línea "I wonder... it scares me". La canción tiene un arreglo de cuerdas que esta unida al arpa, cuerno francés, y el oboe.

## Recepción crítica
ABBA : Let The Music Speak dice que Frida ofrece a la canción un "apalancamiento máximo emocional", por lo que es "el auto retrato más íntimo" de las tres pistas de mini- musicales que se ofrecerá en ABBA: The Album. Añade que la canción "traduce muy bien esta etapa" y se convierte en una película sentimental. Menciona que su conflicto interno se maneja bien, concluyendo que "desde la reflexión nostálgica al desafío estridente y viceversa, el rendimiento de Frida... esta a la altura de los grandes del género".

## Uso en la películaMamma Mia!
En una hipotética secuela de Mamma Mia! elaborada por el periódico británico The Daily Telegraph, la canción se canta en un momento del musical en el que Sophie "sueña con desprenderse (de Sky) y dirigirse al extranjero".  En la película Mamma Mia! Here We Go Again, la canción es interpretada por Young Donna (interpretada por Lily James) en el álbum de la banda sonora; sin embargo, la actuación (al principio de la película antes de que Donna dejara a sus amigos) fue eliminada. La actuación fue incluida como extra en el lanzamiento del DVD.